# Eleição federal na Alemanha em 1994
As eleições federais na Alemanha foram realizadas a 16 de Outubro de 1994 e, serviram para eleger os 672 deputados para o Bundestag.
Os resultados destas eleições deram nova vitória aos partidos irmãos de centro-direita, União Democrata-Cristã e União Social-Cristã, conquistando 41,4% dos votos e 294 deputados. Estes resultados de CDU/CSU representam uma queda de 2,4% e 25 deputados comparado com os resultados de 1990. Os parceiros de governo de CDU/CSU, o Partido Democrático Liberal, também obtiveram um péssimo resultado, passando dos 11,0% e 79 deputados de 1990 para 6,9% dos votos e 47 deputados. Estes maus resultados dos partidos de governo, em muito se justificam, pela queda de popularidade do chanceler Helmut Kohl e pelas dificuldades económicas que se viviam depois da reunificação alemã, em especial na antiga RDA.
O Partido Social-Democrata, liderado por Rudolf Scharping, conquistou um bom resultado, ficando com 36,4% dos votos e 252 deputados, um aumento de 2,9% e 13 deputados quando comparado com os resultados de 1990. Pela primeira vez, desde 1983, os social-democratas obtinham um aumento de votos, em que, muito se deve, à queda de popularidade do governo de Kohl.
A Aliança 90/Os Verdes, nome adoptado após a unificação dos partidos Verdes ocidental e de leste em 1993, conquistou 7,3% dos votos e 49 deputados, e, pela primeira vez, ultrapassando os liberais do FDP, tornando-se o maior partido depois de SPD e CDU/CSU.
Por fim, o Partido do Socialismo Democrático continuou com o seu crescimento eleitoral, passando dos 2,4% e 17 deputados de 1990 para 4,4% e 30 deputados. Apesar da CDU ter tentado, com uma campanha anti-PDS, afirmar que o partido era uma ameaça para a democracia e eram os mesmos que governaram o regime comunista da RDA, o PDS, não só manteve, como ampliou a sua base de apoio eleitoral, em especial, na antiga RDA, onde conquistou, cerca de, 20% dos votos.
Após as eleições, e apesar de ter ficado com uma maioria de, apenas, 341 deputados em 672, a coligação entre CDU/CSU e FDP foi renovado e Helmut Kohl continuou como chanceler.

## Resultados Oficiais

### Método Proporcional (Lista)
| Partido                     | Partido                           | Partido                           | Lista de Partido | Lista de Partido | Lista de Partido | Lista de Partido | Lista de Partido |
| Partido                     | Partido                           | Partido                           | Votos            | %                | +/-              | Deputados        | +/-              |
| --------------------------- | --------------------------------- | --------------------------------- | ---------------- | ---------------- | ---------------- | ---------------- | ---------------- |
|                             |                                   | União Democrata-Cristã            | 16 089 960       | 34,16 / 100,00   | 2,55             | 67 / 344         | 9                |
|                             | União Social-Cristã               | 3 427 196                         | 7,28 / 100,00    | 0,17             | 6 / 344          | 2                |                  |
| CDU/CSU                     | CDU/CSU                           | 19 517 156                        | 41,44 / 100,00   | 2,38             | 73 / 344         | 11               |                  |
|                             | Partido Social-Democrata          | Partido Social-Democrata          | 17 140 354       | 36,39 / 100,00   | 2,93             | 149 / 344        | 1                |
|                             | Aliança 90/Os Verdes              | Aliança 90/Os Verdes              | 3 424 315        | 7,27 / 100,00    | 2,22             | 49 / 344         | 41               |
|                             | Partido Democrático Liberal       | Partido Democrático Liberal       | 3 258 407        | 6,92 / 100,00    | 4,11             | 47 / 344         | 32               |
| Barreira Eleitoral de 5,00% |                                   |                                   |                  |                  |                  |                  |                  |
|                             | Partido do Socialismo Democrático | Partido do Socialismo Democrático | 2 066 176        | 4,39 / 100,00    | 1,96             | 26 / 344         | 10               |
|                             | Os Republicanos                   | Os Republicanos                   | 875 239          | 1,86 / 100,00    | 0,27             | 0 / 344          | Estável          |
|                             | Outros (com menos de 1,00%)       | Outros (com menos de 1,00%)       | 823 527          | 1,75 / 100,00    |                  | 0 / 344          |                  |
| Votos Inválidos             | Votos Inválidos                   | Votos Inválidos                   | 632 825          |                  |                  |                  |                  |
| Total                       | Total                             | Total                             | 47 737 999       | 100,00 / 100,00  |                  | 344 / 344        | 10               |
| Eleitorado/Participação     | Eleitorado/Participação           | Eleitorado/Participação           | 60 452 009       | 78,97 / 100,00   | 1,31             |                  |                  |
| Fonte                       | Fonte                             | Fonte                             | [ 5 ]            | [ 5 ]            | [ 5 ]            | [ 5 ]            | [ 5 ]            |

### Método Uninominal (Distrito)
| Partido                 | Partido                           | Partido                           | Distrito Eleitoral | Distrito Eleitoral | Distrito Eleitoral | Distrito Eleitoral | Distrito Eleitoral |
| Partido                 | Partido                           | Partido                           | Votos              | %                  | +/-                | Deputados          | +/-                |
| ----------------------- | --------------------------------- | --------------------------------- | ------------------ | ------------------ | ------------------ | ------------------ | ------------------ |
|                         |                                   | União Democrata-Cristã            | 17 473 325         | 37,22 / 100,00     | 1,05               | 177 / 328          | 15                 |
|                         | União Social-Cristã               | 3 657 627                         | 7,79 / 100,00      | 0,39               | 44 / 328           | 1                  |                    |
| CDU/CSU                 | CDU/CSU                           | 21 130 952                        | 45,01 / 100,00     | 0,66               | 221 / 328          | 14                 |                    |
|                         | Partido Social-Democrata          | Partido Social-Democrata          | 17 966 813         | 38,27 / 100,00     | 3,09               | 103 / 328          | 12                 |
|                         | Aliança 90/Os Verdes              | Aliança 90/Os Verdes              | 3 037 902          | 6,47 / 100,00      | 0,88               | 0 / 328            | Estável            |
|                         | Partido do Socialismo Democrático | Partido do Socialismo Democrático | 1 920 420          | 4,09 / 100,00      | 1,82               | 4 / 328            | 3                  |
|                         | Partido Democrático Liberal       | Partido Democrático Liberal       | 1 558 185          | 3,32 / 100,00      | 4,45               | 0 / 328            | 1                  |
|                         | Os Republicanos                   | Os Republicanos                   | 787 757            | 1,68 / 100,00      | 0,02               | 0 / 328            | Estável            |
|                         | Outros (com menos de 1,00%)       | Outros (com menos de 1,00%)       | 547 327            | 1,18 / 100,00      |                    | 0 / 328            |                    |
| Votos Inválidos         | Votos Inválidos                   | Votos Inválidos                   | 788 643            |                    |                    |                    |                    |
| Total                   | Total                             | Total                             | 47 737 999         | 100,00 / 100,00    |                    | 328 / 328          |                    |
| Eleitorado/Participação | Eleitorado/Participação           | Eleitorado/Participação           | 60 452 009         | 78,97 / 100,00     | 1,31               |                    |                    |
| Fonte                   | Fonte                             | Fonte                             | [ 5 ]              | [ 5 ]              | [ 5 ]              | [ 5 ]              | [ 5 ]              |

### Total de Deputados
| Partido | Partido                           | Partido                           | Distrito Eleitoral | Distrito Eleitoral | Lista de Partido | Lista de Partido | Total     | Total   |
| Partido | Partido                           | Partido                           | Deputados          | +/-                | Deputados        | +/-              | Deputados | +/-     |
| ------- | --------------------------------- | --------------------------------- | ------------------ | ------------------ | ---------------- | ---------------- | --------- | ------- |
|         |                                   | União Democrata-Cristã            | 177 / 328          | 15                 | 67 / 344         | 9                | 244 / 672 | 24      |
|         | União Social-Cristã               | 44 / 328                          | 1                  | 6 / 344            | 2                | 50 / 672         | 1         |         |
| CDU/CSU | CDU/CSU                           | 221 / 328                         | 14                 | 73 / 344           | 11               | 294 / 672        | 25        |         |
|         | Partido Social-Democrata          | Partido Social-Democrata          | 103 / 328          | 12                 | 149 / 344        | 1                | 252 / 672 | 13      |
|         | Aliança 90/Os Verdes              | Aliança 90/Os Verdes              | 0 / 328            | Estável            | 49 / 344         | 41               | 49 / 672  | 41      |
|         | Partido Democrático Liberal       | Partido Democrático Liberal       | 0 / 328            | 1                  | 47 / 344         | 32               | 47 / 672  | 32      |
|         | Partido do Socialismo Democrático | Partido do Socialismo Democrático | 4 / 328            | 3                  | 26 / 344         | 10               | 30 / 672  | 13      |
|         | Os Republicanos                   | Os Republicanos                   | 0 / 328            | Estável            | 0 / 344          | Estável          | 0 / 672   | Estável |
|         | Outros (com menos de 1,00%)       | Outros (com menos de 1,00%)       | 0 / 328            |                    | 0 / 344          |                  | 0 / 672   |         |
| Total   | Total                             | Total                             | 328 / 328          |                    | 344 / 344        | 10               | 672 / 672 | 10      |
| Fonte   | Fonte                             | Fonte                             | [ 5 ]              | [ 5 ]              | [ 5 ]            | [ 5 ]            | [ 5 ]     | [ 5 ]   |

## Resultados por Estado Federal
A tabela de resultados apresentada refere-se aos votos obtidos na lista de partido e, apenas, refere-se a partidos com mais de 1,0% dos votos:
| Estado                           | %       | D       | %    | D   | %    | D   | %   | D   | %    | D   | %   | D   | Votantes   |
| Estado                           | CDU CSU | CDU CSU | SPD  | SPD | GRÜ  | GRÜ | FDP | FDP | PDS  | PDS | REP | REP | Votantes   |
| -------------------------------- | ------- | ------- | ---- | --- | ---- | --- | --- | --- | ---- | --- | --- | --- | ---------- |
| Estado                           |         |         |      |     |      |     |     |     |      |     |     |     | Votantes   |
| Baden-Württemberg                | 43,3    | 37      | 30,7 | 25  | 9,6  | 8   | 9,9 | 8   | 0,8  | 1   | 3,1 | -   | 5 742 579  |
| Baixa Saxônia                    | 41,3    | 28      | 40,6 | 28  | 7,1  | 5   | 7,7 | 5   | 1,0  | 1   | 1,2 | -   | 4 816 698  |
| Baviera                          | 51,2    | 50      | 29,6 | 29  | 6,3  | 6   | 6,4 | 6   | 0,5  | 1   | 2,8 | -   | 6 744 161  |
| Berlim                           | 31,4    | 9       | 34,0 | 9   | 10,2 | 3   | 5,2 | 2   | 14,8 | 4   | 1,9 | -   | 1 970 458  |
| Brandemburgo                     | 28,1    | 6       | 45,1 | 12  | 2,9  | -   | 2,6 | 1   | 19,3 | 4   | 1,1 | -   | 1 383 467  |
| Bremen                           | 30,2    | 2       | 45,5 | 3   | 11,1 | 1   | 7,2 | -   | 2,7  | -   | 1,7 | -   | 400 609    |
| Hamburgo                         | 34,9    | 5       | 39,7 | 6   | 12,6 | 2   | 7,2 | 1   | 2,2  | -   | 1,7 | -   | 990 362    |
| Hesse                            | 40,7    | 20      | 37,2 | 19  | 9,3  | 5   | 8,1 | 4   | 1,1  | 1   | 2,4 | -   | 3 532 885  |
| Mecklemburgo-Pomerânia Ocidental | 38,5    | 7       | 28,8 | 4   | 3,6  | -   | 3,4 | 1   | 23,6 | 3   | 1,2 | -   | 1 004 208  |
| Renânia do Norte-Vestfália       | 38,0    | 58      | 43,1 | 66  | 7,4  | 11  | 7,6 | 12  | 1,0  | 1   | 1,3 | -   | 10 716 504 |
| Renânia-Palatinado               | 43,8    | 15      | 39,4 | 14  | 6,2  | 2   | 6,9 | 2   | 0,6  | -   | 1,9 | -   | 2 456 152  |
| Sarre                            | 37,2    | 4       | 48,8 | 5   | 5,8  | -   | 4,3 | -   | 0,7  | -   | 1,6 | -   | 699 992    |
| Saxônia                          | 48,0    | 21      | 24,3 | 9   | 4,8  | 2   | 3,8 | 1   | 16,7 | 6   | 1,4 | -   | 2 587 963  |
| Saxônia-Anhalt                   | 38,8    | 10      | 33,4 | 7   | 3,6  | 1   | 4,1 | 1   | 18,0 | 4   | 1,0 | -   | 1 518 973  |
| Schleswig-Holstein               | 41,5    | 10      | 39,6 | 10  | 8,3  | 2   | 7,4 | 2   | 1,1  | -   | 1,0 | -   | 1 708 851  |
| Turíngia                         | 41,0    | 12      | 30,2 | 6   | 4,9  | 1   | 4,1 | 1   | 17,2 | 4   | 1,4 | -   | 1 464 137  |
| Alemanha                         | 41,4    | 294     | 36,4 | 252 | 7,3  | 49  | 6,9 | 47  | 4,4  | 30  | 1,9 | -   | 47 737 999 |

### Baden-Württemberg
| Partido                 | Partido                           | Distrito Eleitoral | Distrito Eleitoral | Distrito Eleitoral | Lista de Partido | Lista de Partido | Lista de Partido | Deputados | +/-     |
| Partido                 | Partido                           | Votos              | %                  | +/-                | Votos            | %                | +/-              | Deputados | +/-     |
| ----------------------- | --------------------------------- | ------------------ | ------------------ | ------------------ | ---------------- | ---------------- | ---------------- | --------- | ------- |
|                         | União Democrata-Cristã            | 2 745 742          | 48,5 / 100,0       | 0,7                | 2 451 917        | 43,3 / 100,0     | 3,2              | 37 / 79   | 2       |
|                         | Partido Social-Democrata          | 1 875 345          | 33,2 / 100,0       | 2,9                | 1 742 592        | 30,7 / 100,0     | 1,6              | 25 / 79   | 1       |
|                         | Partido Democrático Liberal       | 250 324            | 4,4 / 100,0        | 3,6                | 560 734          | 9,9 / 100,0      | 2,4              | 8 / 79    | 2       |
|                         | Aliança 90/Os Verdes              | 468 947            | 8,3 / 100,0        | 1,5                | 544 782          | 9,6 / 100,0      | 3,9              | 8 / 79    | 8       |
|                         | Os Republicanos                   | 179 655            | 3,2 / 100,0        | 0,2                | 175 804          | 3,1 / 100,0      | 0,1              | 0 / 79    | Estável |
|                         | Partido do Socialismo Democrático | 18 698             | 0,3 / 100,0        | -                  | 42 994           | 0,8 / 100,0      | 0,5              | 1 / 79    | 1       |
|                         | Outros                            | 116 855            | 2,0 / 100,0        |                    | 150 001          | 2,6 / 100,0      |                  | 0 / 79    |         |
| Votos Inválidos         | Votos Inválidos                   | 87 013             | 1,5 / 100,0        | 0,2                | 73 755           | 1,3 / 100,0      | 0,1              |           |         |
| Total                   | Total                             | 5 742 579          | 100,0 / 100,0      |                    | 5 742 579        | 100,0 / 100,0    |                  | 79 / 79   | 6       |
| Eleitorado/Participação | Eleitorado/Participação           | 7 204 997          | 79,7 / 100,0       | 2,3                | 7 204 997        | 79,7 / 100,0     | 2,3              |           |         |

### Baixa Saxônia
| Partido                 | Partido                           | Distrito Eleitoral | Distrito Eleitoral | Distrito Eleitoral | Lista de Partido | Lista de Partido | Lista de Partido | Deputados | +/-     |
| Partido                 | Partido                           | Votos              | %                  | +/-                | Votos            | %                | +/-              | Deputados | +/-     |
| ----------------------- | --------------------------------- | ------------------ | ------------------ | ------------------ | ---------------- | ---------------- | ---------------- | --------- | ------- |
|                         | União Democrata-Cristã            | 2 155 399          | 45,2 / 100,0       | 1,0                | 1 971 664        | 41,3 / 100,0     | 3,0              | 28 / 67   | 3       |
|                         | Partido Social-Democrata          | 2 078 986          | 43,6 / 100,0       | 2,9                | 1 938 321        | 40,6 / 100,0     | 2,2              | 28 / 67   | 1       |
|                         | Partido Democrático Liberal       | 152 398            | 3,2 / 100,0        | 3,2                | 368 180          | 7,7 / 100,0      | 2,6              | 5 / 67    | 2       |
|                         | Aliança 90/Os Verdes              | 274 378            | 5,8 / 100,0        | 1,0                | 338 087          | 7,1 / 100,0      | 2,6              | 5 / 67    | 5       |
|                         | Os Republicanos                   | 49 458             | 1,0 / 100,0        | 0,2                | 57 988           | 1,2 / 100,0      | 0,2              | 0 / 67    | Estável |
|                         | Partido do Socialismo Democrático | 20 888             | 0,4 / 100,0        | -                  | 46 731           | 1,0 / 100,0      | 0,7              | 1 / 67    | 1       |
|                         | Outros                            | 33 652             | 0,6 / 100,0        |                    | 56 337           | 1,1 / 100,0      |                  | 0 / 67    |         |
| Votos Inválidos         | Votos Inválidos                   | 51 539             | 1,1 / 100,0        | 0,1                | 39 390           | 0,8 / 100,0      | Estável          |           |         |
| Total                   | Total                             | 4 816 698          | 100,0 / 100,0      |                    | 4 816 698        | 100,0 / 100,0    |                  | 67 / 67   | 2       |
| Eleitorado/Participação | Eleitorado/Participação           | 5 886 587          | 81,8 / 100,0       | 1,2                | 5 886 587        | 81,8 / 100,0     | 1,2              |           |         |

### Baviera
| Partido                 | Partido                           | Distrito Eleitoral | Distrito Eleitoral | Distrito Eleitoral | Lista de Partido | Lista de Partido | Lista de Partido | Deputados | +/-     |
| Partido                 | Partido                           | Votos              | %                  | +/-                | Votos            | %                | +/-              | Deputados | +/-     |
| ----------------------- | --------------------------------- | ------------------ | ------------------ | ------------------ | ---------------- | ---------------- | ---------------- | --------- | ------- |
|                         | União Democrata-Cristã            | 3 657 627          | 54,8 / 100,0       | 0,8                | 3 427 196        | 51,2 / 100,0     | 0,7              | 50 / 92   | 1       |
|                         | Partido Social-Democrata          | 2 050 292          | 30,7 / 100,0       | 3,1                | 1 983 979        | 29,6 / 100,0     | 2,9              | 29 / 92   | 3       |
|                         | Partido Democrático Liberal       | 206 814            | 3,1 / 100,0        | 2,9                | 430 125          | 6,4 / 100,0      | 2,3              | 6 / 92    | 3       |
|                         | Aliança 90/Os Verdes              | 402 398            | 6,0 / 100,0        | 0,6                | 419 763          | 6,3 / 100,0      | 1,7              | 6 / 92    | 6       |
|                         | Os Republicanos                   | 194 843            | 2,9 / 100,0        | 1,5                | 189 752          | 2,8 / 100,0      | 2,2              | 0 / 92    | Estável |
|                         | Partido Democrático Ecológico     | 107 105            | 1,6 / 100,0        | Estável            | 82 065           | 1,2 / 100,0      | Estável          | 0 / 92    | Estável |
|                         | Partido do Socialismo Democrático | 15 120             | 0,2 / 100,0        | 0,2                | 36 575           | 0,5 / 100,0      | 0,3              | 1 / 92    | 1       |
|                         | Outros                            | 41 677             | 0,5 / 100,0        |                    | 123 548          | 1,8 / 100,0      |                  | 0 / 92    |         |
| Votos Inválidos         | Votos Inválidos                   | 68 285             | 1,0 / 100,0        | 0,2                | 51 158           | 0,8 / 100,0      | Estável          |           |         |
| Total                   | Total                             | 6 744 161          | 100,0 / 100,0      |                    | 6 744 161        | 100,0 / 100,0    |                  | 92 / 92   | 6       |
| Eleitorado/Participação | Eleitorado/Participação           | 8 767 500          | 76,9 / 100,0       | 2,5                | 8 767 500        | 76,9 / 100,0     | 2,5              |           |         |

### Berlim
| Partido                 | Partido                           | Distrito Eleitoral | Distrito Eleitoral | Distrito Eleitoral | Lista de Partido | Lista de Partido | Lista de Partido | Deputados | +/-     |
| Partido                 | Partido                           | Votos              | %                  | +/-                | Votos            | %                | +/-              | Deputados | +/-     |
| ----------------------- | --------------------------------- | ------------------ | ------------------ | ------------------ | ---------------- | ---------------- | ---------------- | --------- | ------- |
|                         | Partido Social-Democrata          | 686 747            | 35,2 / 100,0       | 2,1                | 663 081          | 34,0 / 100,0     | 3,4              | 9 / 27    | Estável |
|                         | União Democrata-Cristã            | 641 035            | 32,9 / 100,0       | 7,6                | 612 217          | 31,4 / 100,0     | 8,0              | 9 / 27    | 3       |
|                         | Partido do Socialismo Democrático | 326 446            | 16,8 / 100,0       | 6,8                | 289 517          | 14,8 / 100,0     | 5,1              | 4 / 27    | 1       |
|                         | Aliança 90/Os Verdes              | 174 265            | 8,9 / 100,0        | 4,2                | 199 208          | 10,2 / 100,0     | 3,0              | 3 / 27    | 2       |
|                         | Partido Democrático Liberal       | 46 247             | 2,4 / 100,0        | 5,2                | 100 649          | 5,2 / 100,0      | 3,9              | 2 / 27    | 1       |
|                         | Os Republicanos                   | 32 698             | 1,7 / 100,0        | 0,8                | 36 645           | 1,9 / 100,0      | 0,6              | 0 / 27    | Estável |
|                         | Os Cinzas - Panteras Cinzentas    | 32 565             | 1,7 / 100,0        | 0,7                | 27 097           | 1,4 / 100,0      | 0,6              | 0 / 27    | Estável |
|                         | Outros                            | 8 676              | 0,4 / 100,0        |                    | 21 658           | 1,0 / 100,0      |                  | 0 / 27    |         |
| Votos Inválidos         | Votos Inválidos                   | 21 779             | 1,1 / 100,0        | 1,6                | 20 386           | 1,0 / 100,0      | 0,5              |           |         |
| Total                   | Total                             | 1 970 458          | 100,0 / 100,0      |                    | 1 970 458        | 100,0 / 100,0    |                  | 27 / 27   | 1       |
| Eleitorado/Participação | Eleitorado/Participação           | 2 505 857          | 78,6 / 100,0       | 2,0                | 2 505 857        | 78,6 / 100,0     | 2,0              |           |         |

### Brandemburgo
| Partido                 | Partido                           | Distrito Eleitoral | Distrito Eleitoral | Distrito Eleitoral | Lista de Partido | Lista de Partido | Lista de Partido | Deputados | +/-     |
| Partido                 | Partido                           | Votos              | %                  | +/-                | Votos            | %                | +/-              | Deputados | +/-     |
| ----------------------- | --------------------------------- | ------------------ | ------------------ | ------------------ | ---------------- | ---------------- | ---------------- | --------- | ------- |
|                         | Partido Social-Democrata          | 624 803            | 45,7 / 100,0       | 11,5               | 617 362          | 45,1 / 100,0     | 12,2             | 12 / 23   | 5       |
|                         | União Democrata-Cristã            | 385 043            | 28,2 / 100,0       | 8,5                | 385 383          | 28,1 / 100,0     | 8,2              | 6 / 23    | 2       |
|                         | Partido do Socialismo Democrático | 276 820            | 20,3 / 100,0       | 8,5                | 264 239          | 19,3 / 100,0     | 8,3              | 4 / 23    | 1       |
|                         | Aliança 90/Os Verdes              | 43 589             | 3,2 / 100,0        | 4,3                | 39 593           | 2,9 / 100,0      | 3,7              | 0 / 23    | 2       |
|                         | Partido Democrático Liberal       | 30 520             | 2,2 / 100,0        | 6,6                | 35 954           | 2,6 / 100,0      | 7,1              | 1 / 23    | 1       |
|                         | Os Republicanos                   | 1 194              | 0,1 / 100,0        | -                  | 15 220           | 1,1 / 100,0      | 0,6              | 0 / 23    | Estável |
|                         | Outros                            | 4 739              | 0,4 / 100,0        |                    | 12 569           | 0,9 / 100,0      |                  | 0 / 23    |         |
| Votos Inválidos         | Votos Inválidos                   | 16 759             | 1,2 / 100,0        | 0,6                | 13 147           | 1,0 / 100,0      | 0,4              |           |         |
| Total                   | Total                             | 1 383 467          | 100,0 / 100,0      |                    | 1 383 467        | 100,0 / 100,0    |                  | 23 / 23   | 1       |
| Eleitorado/Participação | Eleitorado/Participação           | 1 934 963          | 71,5 / 100,0       | 2,3                | 1 934 963        | 71,5 / 100,0     | 2,3              |           |         |

### Bremen
| Partido                 | Partido                           | Distrito Eleitoral | Distrito Eleitoral | Distrito Eleitoral | Lista de Partido | Lista de Partido | Lista de Partido | Deputados | +/-     |
| Partido                 | Partido                           | Votos              | %                  | +/-                | Votos            | %                | +/-              | Deputados | +/-     |
| ----------------------- | --------------------------------- | ------------------ | ------------------ | ------------------ | ---------------- | ---------------- | ---------------- | --------- | ------- |
|                         | Partido Social-Democrata          | 187 911            | 47,6 / 100,0       | 3,3                | 179 311          | 45,5 / 100,0     | 3,0              | 3 / 6     | Estável |
|                         | União Democrata-Cristã            | 129 706            | 32,9 / 100,0       | 0,7                | 119 063          | 30,2 / 100,0     | 0,7              | 2 / 6     | Estável |
|                         | Aliança 90/Os Verdes              | 40 456             | 10,3 / 100,0       | 0,8                | 43 654           | 11,1 / 100,0     | 2,8              | 1 / 6     | 1       |
|                         | Partido Democrático Liberal       | 15 089             | 3,8 / 100,0        | 5,3                | 28 409           | 7,2 / 100,0      | 5,6              | 0 / 6     | 1       |
|                         | Partido do Socialismo Democrático | 7 850              | 2,0 / 100,0        | -                  | 10 744           | 2,7 / 100,0      | 1,6              | 0 / 6     | Estável |
|                         | Os Republicanos                   | 7 421              | 1,9 / 100,0        | 0,3                | 6 784            | 1,7 / 100,0      | 0,4              | 0 / 6     | Estável |
|                         | Os Cinzas - Panteras Cinzentas    | 1 958              | 0,5 / 100,0        | 1,6                | 4 405            | 1,1 / 100,0      | 0,6              | 0 / 6     | Estável |
|                         | Outros                            | 4 092              | 1,0 / 100,0        |                    | 1 879            | 0,4 / 100,0      |                  | 0 / 6     |         |
| Votos Inválidos         | Votos Inválidos                   | 6 126              | 1,5 / 100,0        | 0,3                | 6 360            | 1,6 / 100,0      | 0,6              |           |         |
| Total                   | Total                             | 400 609            | 100,0 / 100,0      |                    | 400 609          | 100,0 / 100,0    |                  | 6 / 6     |         |
| Eleitorado/Participação | Eleitorado/Participação           | 510 027            | 78,5 / 100,0       | 2,0                | 510 027          | 78,5 / 100,0     | 2,0              |           |         |

### Hamburgo
| Partido                 | Partido                           | Distrito Eleitoral | Distrito Eleitoral | Distrito Eleitoral | Lista de Partido | Lista de Partido | Lista de Partido | Deputados | +/-     |
| Partido                 | Partido                           | Votos              | %                  | +/-                | Votos            | %                | +/-              | Deputados | +/-     |
| ----------------------- | --------------------------------- | ------------------ | ------------------ | ------------------ | ---------------- | ---------------- | ---------------- | --------- | ------- |
|                         | Partido Social-Democrata          | 413 528            | 42,1 / 100,0       | 1,7                | 389 857          | 39,7 / 100,0     | 1,3              | 6 / 14    | Estável |
|                         | União Democrata-Cristã            | 374 074            | 38,1 / 100,0       | 0,8                | 343 398          | 34,9 / 100,0     | 1,7              | 5 / 14    | 1       |
|                         | Aliança 90/Os Verdes              | 123 455            | 12,6 / 100,0       | 6,4                | 123 571          | 12,6 / 100,0     | 6,8              | 2 / 14    | 2       |
|                         | Partido Democrático Liberal       | 29 487             | 3,0 / 100,0        | 4,3                | 71 119           | 7,2 / 100,0      | 4,8              | 1 / 14    | 1       |
|                         | Partido do Socialismo Democrático | 10 321             | 1,1 / 100,0        | -                  | 21 996           | 2,2 / 100,0      | 1,1              | 0 / 14    | Estável |
|                         | Os Republicanos                   | 17 337             | 1,8 / 100,0        | Estável            | 16 582           | 1,7 / 100,0      | Estável          | 0 / 14    | Estável |
|                         | Os Cinzas - Panteras Cinzentas    | 10 658             | 1,1 / 100,0        | 0,4                | 11 519           | 1,2 / 100,0      | Estável          | 0 / 14    | Estável |
|                         | Outros                            | 2 763              | 0,2 / 100,0        |                    | 4 758            | 0,5 / 100,0      |                  | 0 / 14    |         |
| Votos Inválidos         | Votos Inválidos                   | 8 739              | 0,9 / 100,0        | 0,1                | 7 562            | 0,8 / 100,0      | Estável          |           |         |
| Total                   | Total                             | 990 362            | 100,0 / 100,0      |                    | 990 362          | 100,0 / 100,0    |                  | 14 / 14   |         |
| Eleitorado/Participação | Eleitorado/Participação           | 1 241 912          | 79,7 / 100,0       | 1,5                | 1 241 912        | 79,7 / 100,0     | 1,5              |           |         |

### Hesse
| Partido                 | Partido                           | Distrito Eleitoral | Distrito Eleitoral | Distrito Eleitoral | Lista de Partido | Lista de Partido | Lista de Partido | Deputados | +/-     |
| Partido                 | Partido                           | Votos              | %                  | +/-                | Votos            | %                | +/-              | Deputados | +/-     |
| ----------------------- | --------------------------------- | ------------------ | ------------------ | ------------------ | ---------------- | ---------------- | ---------------- | --------- | ------- |
|                         | União Democrata-Cristã            | 1 565 856          | 45,1 / 100,0       | 1,2                | 1 417 692        | 40,7 / 100,0     | 0,6              | 20 / 49   | 2       |
|                         | Partido Social-Democrata          | 1 387 811          | 39,9 / 100,0       | 0,7                | 1 296 788        | 37,2 / 100,0     | 0,8              | 19 / 49   | 1       |
|                         | Aliança 90/Os Verdes              | 274 869            | 7,9 / 100,0        | 2,1                | 322 473          | 9,3 / 100,0      | 3,7              | 5 / 49    | 5       |
|                         | Partido Democrático Liberal       | 118 068            | 3,4 / 100,0        | 3,4                | 283 186          | 8,1 / 100,0      | 2,8              | 4 / 49    | 2       |
|                         | Os Republicanos                   | 77 607             | 2,2 / 100,0        | 0,9                | 82 675           | 2,4 / 100,0      | 0,3              | 0 / 49    | Estável |
|                         | Partido do Socialismo Democrático | 21 621             | 0,6 / 100,0        | -                  | 37 268           | 1,1 / 100,0      | 0,7              | 1 / 49    | 1       |
|                         | Outros                            | 29 022             | 0,7 / 100,0        |                    | 45 820           | 1,2 / 100,0      |                  | 0 / 49    |         |
| Votos Inválidos         | Votos Inválidos                   | 58 031             | 1,6 / 100,0        | Estável            | 46 983           | 1,3 / 100,0      | 0,1              |           |         |
| Total                   | Total                             | 3 532 885          | 100,0 / 100,0      |                    | 3 532 885        | 100,0 / 100,0    |                  | 49 / 49   | 1       |
| Eleitorado/Participação | Eleitorado/Participação           | 4 290 259          | 82,3 / 100,0       | 1,2                | 4 290 259        | 82,3 / 100,0     | 1,2              |           |         |

### Mecklemburgo-Pomerânia Ocidental
| Partido                 | Partido                           | Distrito Eleitoral | Distrito Eleitoral | Distrito Eleitoral | Lista de Partido | Lista de Partido | Lista de Partido | Deputados | +/-     |
| Partido                 | Partido                           | Votos              | %                  | +/-                | Votos            | %                | +/-              | Deputados | +/-     |
| ----------------------- | --------------------------------- | ------------------ | ------------------ | ------------------ | ---------------- | ---------------- | ---------------- | --------- | ------- |
|                         | União Democrata-Cristã            | 394 665            | 40,3 / 100,0       | 3,2                | 378 274          | 38,5 / 100,0     | 2,7              | 7 / 15    | 1       |
|                         | Partido Social-Democrata          | 293 742            | 30,0 / 100,0       | 0,8                | 283 029          | 28,8 / 100,0     | 2,2              | 4 / 15    | Estável |
|                         | Partido do Socialismo Democrático | 239 040            | 24,4 / 100,0       | 10,3               | 231 835          | 23,6 / 100,0     | 9,4              | 3 / 15    | 1       |
|                         | Aliança 90/Os Verdes              | 12 492             | 1,3 / 100,0        | 0,6                | 35 213           | 3,6 / 100,0      | 2,3              | 0 / 15    | 1       |
|                         | Partido Democrático Liberal       | 25 585             | 2,6 / 100,0        | 7,6                | 33 436           | 3,4 / 100,0      | 5,7              | 1 / 15    | Estável |
|                         | Os Republicanos                   | 8 777              | 0,9 / 100,0        | -                  | 11 577           | 1,2 / 100,0      | 0,2              | 0 / 15    | Estável |
|                         | Outros                            | 5 962              | 0,6 / 100,0        |                    | 8 884            | 0,9 / 100,0      |                  | 0 / 15    |         |
| Votos Inválidos         | Votos Inválidos                   | 23 945             | 2,4 / 100,0        | 0,5                | 21 960           | 2,2 / 100,0      | 0,4              |           |         |
| Total                   | Total                             | 1 004 208          | 100,0 / 100,0      |                    | 1 004 208        | 100,0 / 100,0    |                  | 15 / 15   | 1       |
| Eleitorado/Participação | Eleitorado/Participação           | 1 379 175          | 72,8 / 100,0       | 1,9                | 1 379 175        | 72,8 / 100,0     | 1,9              |           |         |

### Renânia do Norte-Vestfália
| Partido                 | Partido                           | Distrito Eleitoral | Distrito Eleitoral | Distrito Eleitoral | Lista de Partido | Lista de Partido | Lista de Partido | Deputados | +/-     |
| Partido                 | Partido                           | Votos              | %                  | +/-                | Votos            | %                | +/-              | Deputados | +/-     |
| ----------------------- | --------------------------------- | ------------------ | ------------------ | ------------------ | ---------------- | ---------------- | ---------------- | --------- | ------- |
|                         | Partido Social-Democrata          | 4 771 714          | 45,6 / 100,0       | 2,4                | 4 534 820        | 43,1 / 100,0     | 2,0              | 66 / 148  | 1       |
|                         | União Democrata-Cristã            | 4 403 333          | 42,1 / 100,0       | 0,3                | 3 997 317        | 38,0 / 100,0     | 2,5              | 58 / 148  | 5       |
|                         | Partido Democrático Liberal       | 343 411            | 3,3 / 100,0        | 3,5                | 804 024          | 7,6 / 100,0      | 3,4              | 12 / 148  | 5       |
|                         | Aliança 90/Os Verdes              | 691 924            | 6,6 / 100,0        | 1,5                | 781 405          | 7,4 / 100,0      | 3,1              | 11 / 148  | 11      |
|                         | Os Republicanos                   | 127 577            | 1,2 / 100,0        | 0,1                | 138 553          | 1,3 / 100,0      | Estável          | 0 / 148   | Estável |
|                         | Partido do Socialismo Democrático | 44 883             | 0,4 / 100,0        | -                  | 102 356          | 1,0 / 100,0      | 0,7              | 1 / 148   | Estável |
|                         | Outros                            | 84 186             | 0,8 / 100,0        |                    | 155 260          | 1,4 / 100,0      |                  | 0 / 148   |         |
| Votos Inválidos         | Votos Inválidos                   | 249 476            | 2,3 / 100,0        | 1,1                | 202 769          | 1,9 / 100,0      | 0,9              |           |         |
| Total                   | Total                             | 10 716 504         | 100,0 / 100,0      |                    | 10 716 504       | 100,0 / 100,0    |                  | 148 / 148 | 2       |
| Eleitorado/Participação | Eleitorado/Participação           | 13 089 684         | 81,9 / 100,0       | 3,2                | 13 089 684       | 81,9 / 100,0     | 3,2              |           |         |

### Renânia-Palatinado
| Partido                 | Partido                     | Distrito Eleitoral | Distrito Eleitoral | Distrito Eleitoral | Lista de Partido | Lista de Partido | Lista de Partido | Deputados | +/-     |
| Partido                 | Partido                     | Votos              | %                  | +/-                | Votos            | %                | +/-              | Deputados | +/-     |
| ----------------------- | --------------------------- | ------------------ | ------------------ | ------------------ | ---------------- | ---------------- | ---------------- | --------- | ------- |
|                         | União Democrata-Cristã      | 1 132 006          | 46,9 / 100,0       | 0,2                | 1 061 643        | 43,8 / 100,0     | 1,8              | 15 / 33   | 2       |
|                         | Partido Social-Democrata    | 974 959            | 40,4 / 100,0       | 2,1                | 955 383          | 39,4 / 100,0     | 3,3              | 14 / 33   | 1       |
|                         | Partido Democrático Liberal | 88 872             | 3,7 / 100,0        | 3,5                | 168 475          | 6,9 / 100,0      | 3,5              | 2 / 33    | 2       |
|                         | Aliança 90/Os Verdes        | 151 182            | 6,3 / 100,0        | 1,4                | 150 630          | 6,2 / 100,0      | 2,2              | 2 / 33    | 2       |
|                         | Os Republicanos             | 39 381             | 1,6 / 100,0        | Estável            | 45 265           | 1,9 / 100,0      | 0,2              | 0 / 33    | Estável |
|                         | Outros                      | 24 144             | 1,0 / 100,0        |                    | 44 836           | 1,8 / 100,0      |                  | 0 / 33    |         |
| Votos Inválidos         | Votos Inválidos             | 44 427             | 1,8 / 100,0        | 0,1                | 29 920           | 1,2 / 100,0      | 0,2              |           |         |
| Total                   | Total                       | 2 456 152          | 100,0 / 100,0      |                    | 2 456 152        | 100,0 / 100,0    |                  | 33 / 33   | 1       |
| Eleitorado/Participação | Eleitorado/Participação     | 2 985 384          | 82,3 / 100,0       | 0,6                | 2 985 384        | 82,3 / 100,0     | 0,6              |           |         |

### Sarre
| Partido                 | Partido                     | Distrito Eleitoral | Distrito Eleitoral | Distrito Eleitoral | Lista de Partido | Lista de Partido | Lista de Partido |           |         |
| Partido                 | Partido                     | Votos              | %                  | +/-                | Votos            | %                | +/-              | Deputados | +/-     |
| ----------------------- | --------------------------- | ------------------ | ------------------ | ------------------ | ---------------- | ---------------- | ---------------- | --------- | ------- |
|                         | Partido Social-Democrata    | 338 950            | 50,6 / 100,0       | 1,1                | 329 287          | 48,8 / 100,0     | 2,4              | 5 / 9     | 1       |
|                         | União Democrata-Cristã      | 265 450            | 39,7 / 100,0       | 0,8                | 250 978          | 37,2 / 100,0     | 0,9              | 4 / 9     | Estável |
|                         | Aliança 90/Os Verdes        | 28 582             | 4,3 / 100,0        | 1,6                | 39 013           | 5,8 / 100,0      | 3,5              | 0 / 9     | Estável |
|                         | Partido Democrático Liberal | 13 187             | 2,0 / 100,0        | 2,8                | 29 334           | 4,3 / 100,0      | 1,7              | 0 / 9     | 1       |
|                         | Os Republicanos             | 10 633             | 1,6 / 100,0        | -                  | 10 786           | 1,6 / 100,0      | 0,7              | 0 / 9     | Estável |
|                         | Outros                      | 12 639             | 1,9 / 100,0        |                    | 15 402           | 2,2 / 100,0      |                  | 0 / 9     |         |
| Votos Inválidos         | Votos Inválidos             | 30 551             | 4,4 / 100,0        | 2,6                | 25 192           | 3,6 / 100,0      | 2,1              |           |         |
| Total                   | Total                       | 699 992            | 100,0 / 100,0      |                    | 699 992          | 100,0 / 100,0    |                  | 9 / 9     | 2       |
| Eleitorado/Participação | Eleitorado/Participação     | 838 131            | 83,5 / 100,0       | 1,6                | 838 131          | 83,5 / 100,0     | 1,6              |           |         |

### Saxônia
| Partido                 | Partido                           | Distrito Eleitoral | Distrito Eleitoral | Distrito Eleitoral | Lista de Partido | Lista de Partido | Lista de Partido | Deputados | +/-     |
| Partido                 | Partido                           | Votos              | %                  | +/-                | Votos            | %                | +/-              | Deputados | +/-     |
| ----------------------- | --------------------------------- | ------------------ | ------------------ | ------------------ | ---------------- | ---------------- | ---------------- | --------- | ------- |
|                         | União Democrata-Cristã            | 1 302 187          | 51,2 / 100,0       | 0,7                | 1 229 313        | 48,0 / 100,0     | 1,5              | 21 / 39   | Estável |
|                         | Partido Social-Democrata          | 597 370            | 23,5 / 100,0       | 5,3                | 621 620          | 24,3 / 100,0     | 6,1              | 9 / 39    | 1       |
|                         | Partido do Socialismo Democrático | 437 856            | 17,2 / 100,0       | 8,0                | 427 692          | 16,7 / 100,0     | 7,7              | 6 / 39    | 2       |
|                         | Aliança 90/Os Verdes              | 107 424            | 4,2 / 100,0        | 3,8                | 122 594          | 4,8 / 100,0      | 1,1              | 2 / 39    | Estável |
|                         | Partido Democrático Liberal       | 85 939             | 3,4 / 100,0        | 7,2                | 98 494           | 3,8 / 100,0      | 8,6              | 1 / 39    | 4       |
|                         | Os Republicanos                   | 3 182              | 0,1 / 100,0        | Estável            | 35 483           | 1,4 / 100,0      | 0,2              | 0 / 39    | Estável |
|                         | Outros                            | 11 746             | 0,5 / 100,0        |                    | 26 955           | 1,0 / 100,0      |                  | 0 / 39    |         |
| Votos Inválidos         | Votos Inválidos                   | 42 259             | 1,6 / 100,0        | 0,5                | 25 812           | 1,0 / 100,0      | 0,6              |           |         |
| Total                   | Total                             | 2 587 963          | 100,0 / 100,0      |                    | 2 587 963        | 100,0 / 100,0    |                  | 39 / 39   | 1       |
| Eleitorado/Participação | Eleitorado/Participação           | 3 591 962          | 72,0 / 100,0       | 4,2                | 3 591 962        | 72,0 / 100,0     | 4,2              |           |         |

### Saxônia-Anhalt
| Partido                 | Partido                           | Distrito Eleitoral | Distrito Eleitoral | Distrito Eleitoral | Lista de Partido | Lista de Partido | Lista de Partido | Deputados | +/-     |
| Partido                 | Partido                           | Votos              | %                  | +/-                | Votos            | %                | +/-              | Deputados | +/-     |
| ----------------------- | --------------------------------- | ------------------ | ------------------ | ------------------ | ---------------- | ---------------- | ---------------- | --------- | ------- |
|                         | União Democrata-Cristã            | 596 278            | 39,8 / 100,0       | 0,4                | 582 294          | 38,8 / 100,0     | 0,2              | 10 / 23   | 2       |
|                         | Partido Social-Democrata          | 512 425            | 34,2 / 100,0       | 9,0                | 502 193          | 33,4 / 100,0     | 8,7              | 7 / 23    | 1       |
|                         | Partido do Socialismo Democrático | 264 007            | 17,6 / 100,0       | 7,6                | 270 212          | 18,0 / 100,0     | 8,6              | 4 / 23    | 2       |
|                         | Partido Democrático Liberal       | 52 794             | 3,5 / 100,0        | 14,1               | 60 968           | 4,1 / 100,0      | 13,6             | 1 / 23    | 4       |
|                         | Aliança 90/Os Verdes              | 56 920             | 3,8 / 100,0        | 2,8                | 53 551           | 3,6 / 100,0      | 1,7              | 1 / 23    | Estável |
|                         | Os Republicanos                   | 12 861             | 0,9 / 100,0        | -                  | 14 641           | 1,0 / 100,0      | Estável          | 0 / 23    | Estável |
|                         | Outros                            | 4 115              | 0,3 / 100,0        |                    | 17 524           | 1,2 / 100,0      |                  | 0 / 23    |         |
| Votos Inválidos         | Votos Inválidos                   | 19 573             | 1,3 / 100,0        | 0,6                | 17 590           | 1,2 / 100,0      | 0,3              |           |         |
| Total                   | Total                             | 1 518 973          | 100,0 / 100,0      |                    | 1 518 973        | 100,0 / 100,0    |                  | 23 / 23   | 3       |
| Eleitorado/Participação | Eleitorado/Participação           | 2 156 706          | 70,4 / 100,0       | 1,8                | 2 156 706        | 70,4 / 100,0     | 1,8              |           |         |

### Schleswig-Holstein
| Partido                 | Partido                           | Distrito Eleitoral | Distrito Eleitoral | Distrito Eleitoral | Lista de Partido | Lista de Partido | Lista de Partido | Deputados | +/-     |
| Partido                 | Partido                           | Votos              | %                  | +/-                | Votos            | %                | +/-              | Deputados | +/-     |
| ----------------------- | --------------------------------- | ------------------ | ------------------ | ------------------ | ---------------- | ---------------- | ---------------- | --------- | ------- |
|                         | União Democrata-Cristã            | 772 232            | 45,7 / 100,0       | 0,4                | 702 367          | 41,5 / 100,0     | 2,0              | 10 / 24   | 1       |
|                         | Partido Social-Democrata          | 722 451            | 42,8 / 100,0       | 1,6                | 670 791          | 39,6 / 100,0     | 1,1              | 10 / 24   | Estável |
|                         | Aliança 90/Os Verdes              | 119 810            | 7,1 / 100,0        | 3,0                | 140 353          | 8,3 / 100,0      | 4,3              | 2 / 24    | 2       |
|                         | Partido Democrático Liberal       | 51 301             | 3,0 / 100,0        | 3,8                | 126 036          | 7,4 / 100,0      | 4,0              | 2 / 24    | 1       |
|                         | Partido do Socialismo Democrático |                    |                    |                    | 18 989           | 1,1 / 100,0      | 0,7              | 0 / 24    | Estável |
|                         | Os Republicanos                   | 15 269             | 0,9 / 100,0        | 0,3                | 17 731           | 1,0 / 100,0      | 0,2              | 0 / 24    | Estável |
|                         | Outros                            | 8 521              | 0,5 / 100,0        |                    | 16 890           | 1,0 / 100,0      |                  | 0 / 24    |         |
| Votos Inválidos         | Votos Inválidos                   | 19 267             | 1,1 / 100,0        | Estável            | 15 694           | 0,9 / 100,0      | Estável          |           |         |
| Total                   | Total                             | 1 708 851          | 100,0 / 100,0      |                    | 1 708 851        | 100,0 / 100,0    |                  | 24 / 24   |         |
| Eleitorado/Participação | Eleitorado/Participação           | 2 113 279          | 80,9 / 100,0       | 2,3                | 2 113 279        | 80,9 / 100,0     | 2,3              |           |         |

### Turíngia
| Partido                 | Partido                           | Distrito Eleitoral | Distrito Eleitoral | Distrito Eleitoral | Lista de Partido | Lista de Partido | Lista de Partido | Deputados | +/-     |
| Partido                 | Partido                           | Votos              | %                  | +/-                | Votos            | %                | +/-              | Deputados | +/-     |
| ----------------------- | --------------------------------- | ------------------ | ------------------ | ------------------ | ---------------- | ---------------- | ---------------- | --------- | ------- |
|                         | União Democrata-Cristã            | 610 319            | 42,9 / 100,0       | 3,0                | 586 440          | 41,0 / 100,0     | 4,2              | 12 / 24   | Estável |
|                         | Partido Social-Democrata          | 449 779            | 31,6 / 100,0       | 9,4                | 431 940          | 30,2 / 100,0     | 8,3              | 6 / 24    | 1       |
|                         | Partido do Socialismo Democrático | 233 320            | 16,4 / 100,0       | 7,6                | 245 086          | 17,2 / 100,0     | 8,9              | 4 / 24    | 2       |
|                         | Aliança 90/Os Verdes              | 67 211             | 4,7 / 100,0        | 2,1                | 70 425           | 4,9 / 100,0      | 1,2              | 1 / 24    | Estável |
|                         | Partido Democrático Liberal       | 48 149             | 3,4 / 100,0        | 9,6                | 59 284           | 4,1 / 100,0      | 10,5             | 1 / 24    | 2       |
|                         | Os Republicanos                   | 9 864              | 0,7 / 100,0        | 0,5                | 19 753           | 1,4 / 100,0      | 0,2              | 0 / 24    | Estável |
|                         | Outros                            | 4 621              | 0,3 / 100,0        |                    | 16 062           | 1,1 / 100,0      |                  | 0 / 24    |         |
| Votos Inválidos         | Votos Inválidos                   | 40 874             | 2,8 / 100,0        | 1,0                | 35 147           | 2,4 / 100,0      | 1,1              |           |         |
| Total                   | Total                             | 1 464 137          | 100,0 / 100,0      |                    | 1 464 137        | 100,0 / 100,0    |                  | 24 / 24   | 1       |
| Eleitorado/Participação | Eleitorado/Participação           | 1 955 586          | 74,9 / 100,0       | 1,5                | 1 955 586        | 74,9 / 100,0     | 1,5              |           |         |